# Comuna Brăești, Botoșani
Brăești este o comună în județul Botoșani, Moldova, România, formată din satele Brăești (reședința), Poiana, Popeni și Vâlcelele. Comuna Brăești este așezată în partea de vest a județului Botoșani la o distantă de 20 km de reședinta de județ. Se învecinează cu comunele Văculești și Corlăteni în partea de nord , cu Roma în partea de est, Leorda în partea de Sud și cu Vîrfu Cîmpului în partea de vest.

## Infrastructură
Comuna Brăești este racordată la apă curentă, cablu TV și internet.

## Demografie
Componența etnică a comunei Brăești
     Români (92,02%)
     Alte etnii (0,7%)
     Necunoscută (7,28%)
Componența confesională a comunei Brăești
     Ortodocși (91,01%)
     Penticostali (1,02%)
     Alte religii (0,37%)
     Necunoscută (7,6%)
Conform recensământului efectuat în 2021, populația comunei Brăești se ridică la 1.868 de locuitori, în scădere față de recensământul anterior din 2011, când fuseseră înregistrați 1.937 de locuitori. Majoritatea locuitorilor sunt români (92,02%), iar pentru 7,28% nu se cunoaște apartenența etnică. Din punct de vedere confesional, majoritatea locuitorilor sunt ortodocși (91,01%), cu o minoritate de penticostali (1,02%), iar pentru 7,6% nu se cunoaște apartenența confesională.

## Politică și administrație
Comuna Brăești este administrată de un primar și un consiliu local compus din 11 consilieri. Primarul, Adrian Nistor[*], de la Partidul Social Democrat, este în funcție din octombrie 2020. Începând cu alegerile locale din 2024, consiliul local are următoarea componență pe partide politice:
|  | Partid                             | Consilieri | Componența Consiliului | Componența Consiliului | Componența Consiliului | Componența Consiliului | Componența Consiliului |
|  | ---------------------------------- | ---------- | ---------------------- | ---------------------- | ---------------------- | ---------------------- | ---------------------- |
|  | Partidul Social Democrat           | 5          |                        |                        |                        |                        |                        |
|  | Partidul Național Liberal          | 3          |                        |                        |                        |                        |                        |
|  | Alianța pentru Unirea Românilor    | 2          |                        |                        |                        |                        |                        |
|  | Partidul Mișcarea România Suverană | 1          |                        |                        |                        |                        |                        |

Comuna Brăești este administrată de un primar și un consiliu local compus din 11 consilieri. Primarul, Adrian Nistor[*], de la Partidul Social Democrat, a fost ales în octombrie 2020. Începând cu alegerile locale din 2016, consiliul local are următoarea componență pe partide politice:

## Istorie
În 1952, un localnic a descoperit 32 monede de aur pe terenul "La moară". După un an, același localnic a descoperit alte 73 monede de aur în același loc. Majoritatea monedelor sunt ducați venețieni și sunt expuși la Cabinetul de numismatică al Bibliotecii Academiei Române